# Enjo Krastowtschew
Enjo Krastowtschew (englisch Enyo Krastovchev, bulgarisch Еньо Кръстовчев; * 7. Februar 1984 in Dupniza) ist ein bulgarischer Fußballspieler, der seit 2016 für Marek Dupniza in Bulgarien spielt. Seine Position ist der Mittelsturm.

## Karriere
Krastowtschew begann seine Karriere bei Marek Dupniza. 2002 debütierte er als 18-Jähriger in der ersten Mannschaft Dupnizas. Zwischen 2003 und 2005 spielte er für die Bulgarische Fußballnationalmannschaft (U-21-Männer). 2006 machte Enjo Krastowtschew ein Probetraining bei Litex Lowetsch, ihm wurde aber kein Vertrag angeboten und so blieb er bis 2008 bei Marek Dupniza. Im Februar 2008 wechselte er zu Lewski Sofia. In den beiden Spielzeiten konnte man 2009 die Meisterschaft und den Supercup gewinnen. 2010 verließ er Bulgarien und versuchte sein Glück in Aserbaidschans Premyer Liqası. In der Hauptstadt Baku spielte er jeweils ein Jahr für AZAL und Inter Baku.
Anfang 2013 wechselte er zu Spartak Warna, das in der B Grupa spielte. Im Sommer 2013 kehrte er zu Marek Dupniza zurück. Am Ende der Saison 2013/14 stieg er mit seiner Mannschaft in die A Grupa auf. Nach einer Spielzeit musste er am Ende der Spielzeit 2014/15 wieder absteigen. Im Sommer 2015 wechselte er zum FC Kalamata nach Griechenland. Ein Jahr später wechselte er abermals zu Marek Dupniza.

## Erfolge
- bulgarischer Meister 2009
- bulgarischer Supercupsieger 2009